# Авнер, Элимелех
Элимелех Авнер (при рождении Мейлах Зеликович; 8 (23) сентября 1897, Лида, Виленская губерния — 24 февраля 1957, Израиль) — израильский военачальник, один из первых командиров боевой организации «Хагана». Генерал Армии обороны Израиля.

## Биография
Родился в Лиде в семье торговца Янкеля-Мордуха Зеликовича Зеликовича, уроженца местечка Рожаны Виленской губернии, и Леи-Фейги Гиршевны Липник. Учился в хедере и иешиве Лиды. В 1913 году эмигрировал в Эрец-Исраэль и продолжил свою учёбу в гимназии «Герцлия». Мобилизован в турецкую армию, окончил офицерские курсы в Стамбуле, после чего командовал ротой на Македонском фронте, затем участвовал в обороне Газы. После прорыва линии Газа-Беэр-Шева британскими войсками дезертировал из турецкой армии и некоторое время пробыл сельскохозяйственным рабочим в кибуце Рухама. В 1918 году вступил добровольцем в Еврейский легион Британской армии, где прослужил 2 года, дослужившись до звания сержанта.
До 1923 года был членом кибуца Беэр-Товия, затем до 1926 года работал на опытной сельскохозяйственной станции в Бен-Шемене; в 1926—1929 годах член кибуца Гева, с 1929 по 1931 год член администрации Детской деревни в районе Афулы. В 1924 году женился на Нехаме Гурион (Гуршталь). У супругов родились двое сыновей — Мордехай (погиб в 1971 году от взрыва мины в звании полковника) и Моше.
В 1921 году Зеликович был приглашён Элияху Голомбом возглавить комиссию по выработке основного плана учений «Хаганы», тогда же возглавил первый в Эрец-Исраэль курс подготовки офицеров. В 1937 году был назначен руководителем планового отдела «Хаганы», был её командующим в Тель-Авиве (1931—1941), позднее — в Южной Галилее (1941—1944). В «Хагане» Зеликович был известен под подпольной кличкой «Авнер», которую потом, после основания Израиля, сделал своей новой фамилией.
С 1944 работал в муниципалитете Тель-Авива, возглавив Департамент муниципального жилья. В 1945—1947 годах его отдел организовал строительство нового тель-авивского района Яд-Элияху. После формирования Армии обороны Израиля Авнер был произведён в генерал-майоры и назначен военным комендантом оккупированных территорий.
Скончался в 1957 году. Похоронен на кладбище Нахалат-Ицхак в Тель-Авиве. В его честь названа улица Зелиг в Тель-Авиве и расположенное на ней здание «Яд-Авнер», где размещается географический факультет Тель-Авивского университета.